# Stephanie Eidt
Stephanie Eidt (* 1966 in Limburg an der Lahn, Hessen) ist eine deutsche Theater- und Film-Schauspielerin.

## Leben
Eidt absolvierte ihr Schauspielstudium von 1986 bis 1990 an der Hochschule für Musik und Darstellende Kunst in Hamburg. Von 1999 bis 2005 war sie Ensemblemitglied der Schaubühne am Lehniner Platz. Anschließend hatte sie Engagements am Wiener Burgtheater, Schauspielhaus Hamburg und am Deutschen Theater Berlin. Von 2009 bis 2014 war sie festes Ensemblemitglied am Schauspiel Frankfurt. Von 2015 bis 2017 war sie wieder Ensemblemitglied der Schaubühne am Lehniner Platz und von 2017 bis 2019 Teil des Berliner Ensembles. und seit 2019 wieder der Schaubühne Berlin. Stephanie Eidt hat außerdem in diversen Film-, Fernseh- und Hörspielproduktionen mitgewirkt.

## Theater (Auswahl)
Schaubühne Berlin:
- 2015: Bella Figura – Françoise – Regie: Thomas Ostermeier
- 2023: Die Möwe – Arkadina – Regie: Thomas Ostermeier

Schauspiel Frankfurt:
- 2013: Kleiner Mann was nun – Mia Pinneberg – Regie: Michael Thalheimer
- 2013: Die Möwe – Polina – Regie: Andreas Kriegenburg
- 2014: Endstation Sehnsucht – Blanche – Regie: Kay Voges
- 2014: Kinder der Sonne – Jelena – Regie: Andrea Mose, Oliver Reese

Deutsches Theater Berlin:
- 2008: Traumspiel – Regie: Barry Kosky

## Filmografie (Auswahl)
- 2009: Mörder auf Amrum
- 2011: Mörderisches Wespennest
- 2011: Tatort: Eine bessere Welt
- 2011: Das Ende einer Maus ist der Anfang einer Katze
- 2011: Sechzehneichen
- 2012: Tatort: Es ist böse
- 2012: Polizeiruf 110: Fieber
- 2012: Tod einer Brieftaube
- 2013: Tatort: Der Eskimo
- 2013: Tatort – Schwindelfrei
- 2014: Mord in Aschberg
- 2016: Alarm für Cobra 11 – Die Autobahnpolizei – Kriegsbeute
- 2016: Die Kanzlei (Fernsehserie; Episode Irrwege)
- 2017: In aller Freundschaft – Ursache und Wirkung
- 2017: SOKO München (Fernsehserie; Episode Querschnitt)
- 2018: Neben der Spur – Sag, es tut dir leid
- 2018: Sarah Kohr – Mord im Alten Land
- 2018: Tatort: Zeit der Frösche
- 2018: SOKO Wismar – Der schöne Finn
- 2019: Tatort: Das Monster von Kassel
- 2020:  Wilsberg – Wellenbrecher
- 2020: Sarah Kohr – Teufelsmoor
- 2020: SOKO Wismar – Nach der Ebbe kommt der Tod
- 2020: Solo für Weiss – Schlaflos (Fernsehreihe)
- 2022: Sarah Kohr – Geister der Vergangenheit
- 2022: Kolleginnen: Für immer (Fernsehreihe)
- 2024: Sarah Kohr – Koma